# Pretash Zeka Ulaj
Pretash Zeka Ulaj (Koći, Montenegro, 1882 - 1962) was een Albanese militair en clanleider. Hij was een bajraktar (vlaggendrager) van een Albanese stam in zijn geboorteplaats. Samen met andere noordelijke Albanese stammen kwam hij in opstand tegen het Ottomaanse Rijk.
Ulaj werd geboren in Koći, een etnisch Albanees dorpje in het oosten van Montenegro vlak bij de grens met Albanië. Hij stamde af van een gezin met elf zonen, waarvan hij de tweede was van Zek Nika Ulaj.  Zijn broers namen ook deel aan de rebellie tegen het Ottomaanse Rijk, en verdedigden ook hun dorpje tegen de Servisch-Montenegrijnse troepen. 
Ulaj was de leider van de Koja-clan uit zijn dorpje. Op 6 april 1911 boekten de noordelijke Albanese clans onder leiding van Ded Gjo Luli een overwinning op de Ottomanen tijdens de slag om Deçiq. 
Sinds 2004 staat er een borstbeeld van Ulaj in zijn geboortedorp Koći in de gemeente Tuzi in Montenegro.